# Jerzy Braun
Jerzy Walerian Braun (* 13. April 1911 in Bydgoszcz; † 8. März 1968 in Crawley) war ein polnischer Ruderer.

## Karriere
Jerzy Braun begann 1927 mit dem Rudersport, er ruderte zuerst für die Rudergesellschaft BTW Bydgoszcz, später wechselte er nach Warschau zu WTW Warszawa. Er gewann in zehn Jahren 13 polnische Meistertitel in fünf verschiedenen Bootsklassen.  
Seine erste internationale Medaille gewann Braun bei den Europameisterschaften 1929. Zusammen mit Leon Birkholc, Edmund Jankowski und Franciszek Bronikowski erhielt er die Bronzemedaille im Vierer ohne Steuermann. Bei den Olympischen Spielen 1932 in Los Angeles gewann Braun zwei Medaillen. Im Zweier mit Steuermann erreichte er zusammen mit Janusz Ślązak und Steuermann Jerzy Skolimowski den zweiten Platz hinter dem siegreichen US-Zweier. Im Vierer mit Steuermann siegte das deutsche Boot vor den Italienern. Dahinter belegten Jerzy Braun, Janusz Ślązak, Stanisław Urban, Edward Kobyliński zusammen mit Skolimowski den dritten Platz. Bei den Europameisterschaften 1933 gewannen Braun, Ślązak und Skolimowski die Silbermedaille hinter dem ungarischen Boot. In der gleichen Besetzung trat der Zweier auch bei den Olympischen Spielen 1936 an, verpasste dort aber den Finaleinzug.
Braun war Leutnant in der polnischen Armee, die im September 1939 gegen die deutschen Truppen unterlag. Braun floh über den Nahen Osten und Nordafrika und schloss sich den polnischen Streitkräften im Westen an, wo er als Offizier im 2. Corps diente. Er war zweimal verwundet und wurde für seine Tapferkeit ausgezeichnet. Nach dem Zweiten Weltkrieg blieb Braun in England und arbeitete in London für eine Elektronikfirma.